# Dan Alex Sârbu

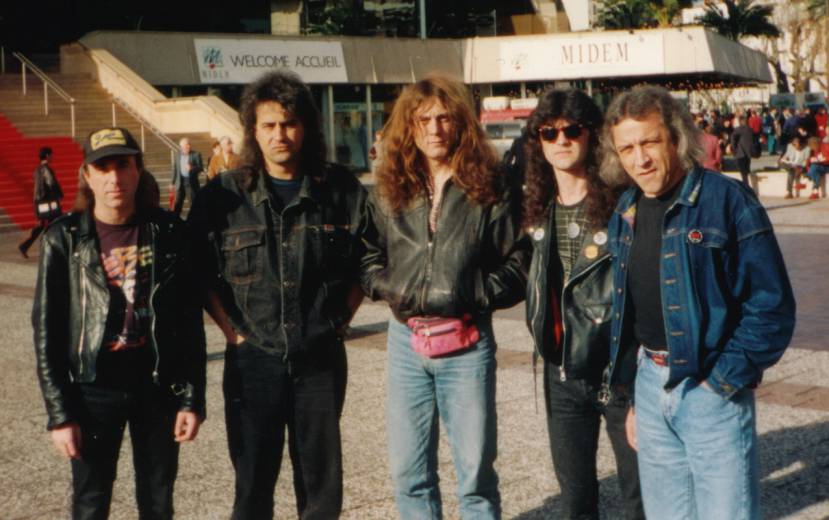
Formația Iris la Cannes în anul 1993: Valter Popa, Cristi Minculescu, Dan Alex Sârbu, Doru Borobeică, Nelu Dumitrescu.

Dan Alex Sârbu (n. 24 noiembrie 1963, Alba Iulia, România), cunoscut între prieteni ca „Danețu”, este un instrumentist și compozitor român de muzică rock. Este cunoscut în special pentru activitatea sa de chitarist al formațiilor Riff (între anii 1984 și 1988), respectiv Iris (între anii 1989 și 1993).

## Biografie

### Iris – Canton – Iris
În vara anului 1990, Sârbu reușește să-și construiască o instalație de sunet și lumini, și părăsește grupul Iris pentru a reface formația din tinerețe – Canton. În toamna aceluiași an, Sârbu află de incendiul care a distrus aproape complet instrumentele Iris-ului și decide să-și ajute vechii colegi, întorcându-se în formația Iris, unde aduce propria instalație de sunet și lumini, iar apoi deschide calea unor turnee în Italia timp de mai mulți ani.

### Viață personală
În urma căsătoriei cu Roberta Villa (1994) numele este schimbat în Dan A. Sirbu Villa (în acea perioadă se folosea încă „î” din „i”) și se stabilește în Italia, lângă Bergamo. Înainte de a părăsi grupul Iris, compune și dedică viitoarei sale soții, Roberta, piesa „Iris, nu pleca” apărută pe discul Iris 1993 editat de către Electrecord. Piesa este ulterior reînregistrată de formație, apărând pe alte două albume: Iris 20 de ani din 1997 (într-o variantă de concert) și I.R.I.S. 4Motion din 2003 (într-o variantă live acustică).

### Compoziții proprii
Contribuțiile componistice ale lui Dan A. Sirbu Villa la realizarea albumului Iris 1993:
- „Harley Davidson” (text)
- „Suflete de gheață” (muzică și text)
- „O lume nebună” (muzică și text)
- „Cowboy” (muzică)
- „Iris, nu pleca” (muzică și text)

Melodiile au fost finalizate împreună cu Cristian Minculescu, iar textele au fost scrise în colaborare cu Angela Vulpescu și Mirela Păun (de la formația feminină Secret).